# Прапор Летичівського району
Прапор Летичівського району — офіційний символ Летичівського району Хмельницької області України, затверджений 14 серпня 2008 року рішенням сесії Летичівської районної ради.

## Опис
Прапор району являє собою прямокутне полотнище з співвідношенням сторін 2:3, яке складається з трьох рівних горизонтальних смуг: червоної, білої та синьої. Білу смугу посередині горизонтально перетинає зелена, яка складає 1/3 ширини білої.